# 林郁夫
林郁夫（日语：／ Hayashi Ikuo，1947年1月23日—），原奧姆真理教的幹部成員，出家名為菩提薩埵·克里希納·南達（ボーディサットヴァ・クリシュナナンダ）。入教前为茨城县晴岚庄医院循环科主任医师。奧姆真理教實行省廳制後擔任「治療省大臣」。是東京地下鐵沙林毒氣事件的其中一名行兇者，最终被判處無期徒刑。
他和同樣是教團幹部的林泰男雖然同姓，但沒有親戚關係。

## 来歴
林郁夫1947年出生於東京都品川區的一個執業醫生家庭。他有四个哥哥和一个弟弟，从小成绩优异，经常被人称为“体贴别人的孩子”，因为想要帮助别人，年幼的林郁夫选择了当医生。先後就讀於慶應義塾中等部和慶應義塾高等學校。大學畢業於慶應義塾大學醫學部，之後留學美國底特律。歸國後在茨城縣東海村的醫院工作，曾担任过主任医师。
他为人诚实，医德医术精湛，广受他人好评。此後亦曾在慶應義塾大學醫院參與對演員石原裕次郎的手術。林郁夫于1980年和同为医生的妻子结婚，婚后育有两个孩子。
在和患者互动的过程中，林郁夫对现代医学无法跨越的“死亡”产生了深刻思考。作为心脏科医生，他意识到心脏病等疾病和压力有很大关系，曾向患者推荐过瑜伽、冥想法、調息法等。
1987年由于他的一次疲劳驾驶导致一对母女受轻伤，过于自责且追求完美的他于1989年開始相信奧姆真理教，后期更是将奥姆真理教的治病方法带入医院，比如让患者不停喝盐水、热水，还让患者跳跃等等行为，因此引发了医疗纠纷。
1990年1月辭去工作，同年5月将自家房子和两台汽车捐献给教团，并帶同妻子和两个孩子一起出家信教。林郁夫凭借精湛的医术，很快成為麻原彰晃其中一個最信任的助手，他成為教團中的「師長」，以及東京都中野區教團附屬醫院院長。1994年成為奧姆真理教的「治療省大臣」，主要負責研究「奧姆菜單」，管理「奧姆醫院」，向信徒注射迷幻藥LSD，「治療」信徒中的動搖者，更有抓回逃跑信徒并加以殴打及削去信徒指紋的行為。
在进入教团后，林郁夫变得极端暴力，甚至经常殴打妻子、孩子和教团附属医院的女护士。
1995年轟動世界的東京地下鐵沙林毒氣事件，他是執行者之一。他攜帶兩個用報紙包裹著的裝有沙林毒氣的容器進入千代田線後，在新御茶之水站擢穿容器後離去。他散播的毒氣造成2人死亡，231人受傷。據他自己的回憶所稱，擢穿容器之前，他曾經十分猶豫，自己行醫多年就是為了不斷拯救病人，但是如果擢穿容器的話，列車上的所有人就會在他面前倒下。他幾次想放棄，但是最終還是相信這是為了崇高的目標而下手了。在行兇後，他沒有躲避起來，而是回到奧姆真理教的一個分部。10多天後的4月8日，他在石川縣穴水町的路上被逮捕，當時懷疑他正在偷竊放置在路上的自行車而以盜竊罪被捕。
被捕初期，他拒不合作，在獄中進行絕食，還宣揚「警察和奧姆真理教的戰爭」。控方最初也因他曾犯有殺人、綁架、監禁等罪行而指控他為「殺人機器」，請求判處死刑。後來在警察的感化教育下，他哭着全面交代犯罪事實，使地下鐵沙林事件的具體經過得以公諸於眾，還協助指證麻原彰晃。他本人也泣不成声地表示對自己的所作作為感到慚愧，同时因他散播沙林毒气而死亡的2名地铁站工作人员的家属也表示原谅其罪行，令控方主動改為請求判處終身監禁。1995年12月医师资格证被吊销。1998年5月，東京地裁判處他無期徒刑（其他4名與他一起執行地下鐵沙林襲擊任務的人都判處了死刑），至今仍在千叶刑务所服刑，不得假释。
1998年，他的回憶錄《奧姆與我》（オウムと私）在文藝春秋發表，描寫了自己作為一個受過高等教育的人，幫助麻原彰晃從事骯髒行徑的過去。回憶錄的收益全部贈予受害者以及家屬。

## 相關事件
- 目黑公証處事務長綁架監禁致死事件（逮捕監禁致死罪）
- 東京地下鐵沙林毒氣事件（殺人罪、殺人未遂罪）
- 信徒犯人隠匿（犯人隠匿罪）
- 鋼琴家監禁事件（監禁罪）
- 舞者長女監禁事件（監禁罪）
- 麻醉劑秘密制造事件（違反藥事法）

## 著作
-  文藝春秋（1998年） ISBN 4167656175